# Taupo (jezero)
Taupo je jezero smješteno na Sjevernom otoku Novog Zelanda. S površinom od 616 km2 je najveće novozelandsko jezero i drugo slatkovodno jezero po površini u Oceaniji iza jezera Murray na Novoj Gvineji. 
Jezero ima opseg od oko 193 km, a najveća mu je dubina 186 m. Najveće su mu pritoke rijeke Waitahanui, Tongariro i Tauranga Taupo. Poznat je po pastrvama, uključujući uvežene potočne i kalifornijske pastrve. Na jezeru se nalazi otok Motutaiko od 11 hektara.

## Stvaranje jezera i vulkanske aktivnosti
Taupo se nalazi u kalderi koju je stvorila supervulkanska erupcija prije otprilike 26.500 godina. Prema geološkim nalazima, vulkan je erumpirao 28 puta u 27.000 godina. Uglavnom je izbacivao riolitsku lavu, iako je Mount Tauhara stvorena od dacitske lave.
Od svih tih erupcija je najpoznatija erupcija Hatepe iz 180. čije su posljedice zabilježili kroničari u tadašnjoj Kini i Rimskom Carstvu.

## Vanjske poveznice
- Turističko odredište Taupo
- Turangi i jezero Taupo  Arhivirana inačica izvorne stranice od 4. veljače 2018. (Wayback Machine)
- Jezero Taupo kamera
- Povijest i legende jezera   Arhivirana inačica izvorne stranice od 8. veljače 2005. (Wayback Machine)
- Ispitivanja o kakvoći vode  Arhivirana inačica izvorne stranice od 1. listopada 2006. (Wayback Machine)